# Garland (Teksas)
Garland je grad u američkoj saveznoj državi Teksas. Prema popisu stanovništva iz 2010. u njemu je živjelo 226.876 stanovnika.